# Église Notre-Dame-des-Anges de Lyon
Pour les articles homonymes, voir Église Notre-Dame-des-Anges.
L'église Notre-Dame-des-Anges est située à Lyon, en France, dans la rue Félix Brun à Gerland.

## Histoire
Le quartier de Gerland dépendait au XIXe siècle des paroisses Saint-Vincent-de-Paul et Saint-André. Le 5 mai 1869, les habitants du quartier de la Mouche envoient une lettre à Mgr de Bonald, archevêque de Lyon, pour demander l'érection d'une paroisse dans le quartier des Rivières. Madame Darcher, propriétaire du clos Mélinand, recueille 11 997 francs pour construire une église. En 1872, une commission est nommée par le préfet pour évaluer cette nouvelle implémentation : elle émet un avis favorable le 22 février 1873.
Malgré un avis défavorable du conseil de fabrique de Saint-Vincent-de-Paul qui avait peur de perdre trop de paroissiens, l'abbé François Joseph et le curé Antoine Haour sont nommés le 24 juin 1873 pour fonder la paroisse. Les messes sont d'abord célébrées dans une salle d'auberge aménagée au 206 chemin des Culattes, actuelle rue Marcel Mérieux au croisement de l'avenue Debourg. Une église temporaire est bâtie rue des Channées, actuelle rue Félix Brun, et ouverte le 1er janvier 1874. La vente du terrain de l'église définitive est conclue le 1er mai 1880 sur le lieu-dit « Les Rivières » (anciennement les « Îles des Comtes »).
C'est l'abbé Haour qui avait été employé chez son oncle architecte avant sa prêtrise qui dessine les plans. Le corps de l'église est construit entre 1880 et 1890. Le clocher est édifié en 1893 avec des pierres de l'ancien pont Lafayette.
La paroisse s'appelait alors « Notre-Dame-des-Rivières ».
Le 14 avril 1930, le cardinal Maurin coupe le territoire de Notre-Dame-des-Anges en deux pour fonder la paroisse Saint-Antoine.
La restauration complète de l'édifice est réalisée entre 1990 et 1994, avec une inauguration le 9 avril 1994.
Depuis 2015 la paroisse se nomme paroisse St Jean-Paul II de Gerland et comprend deux clochers : Notre-Dame des anges et Saint-Antoine.

## Description

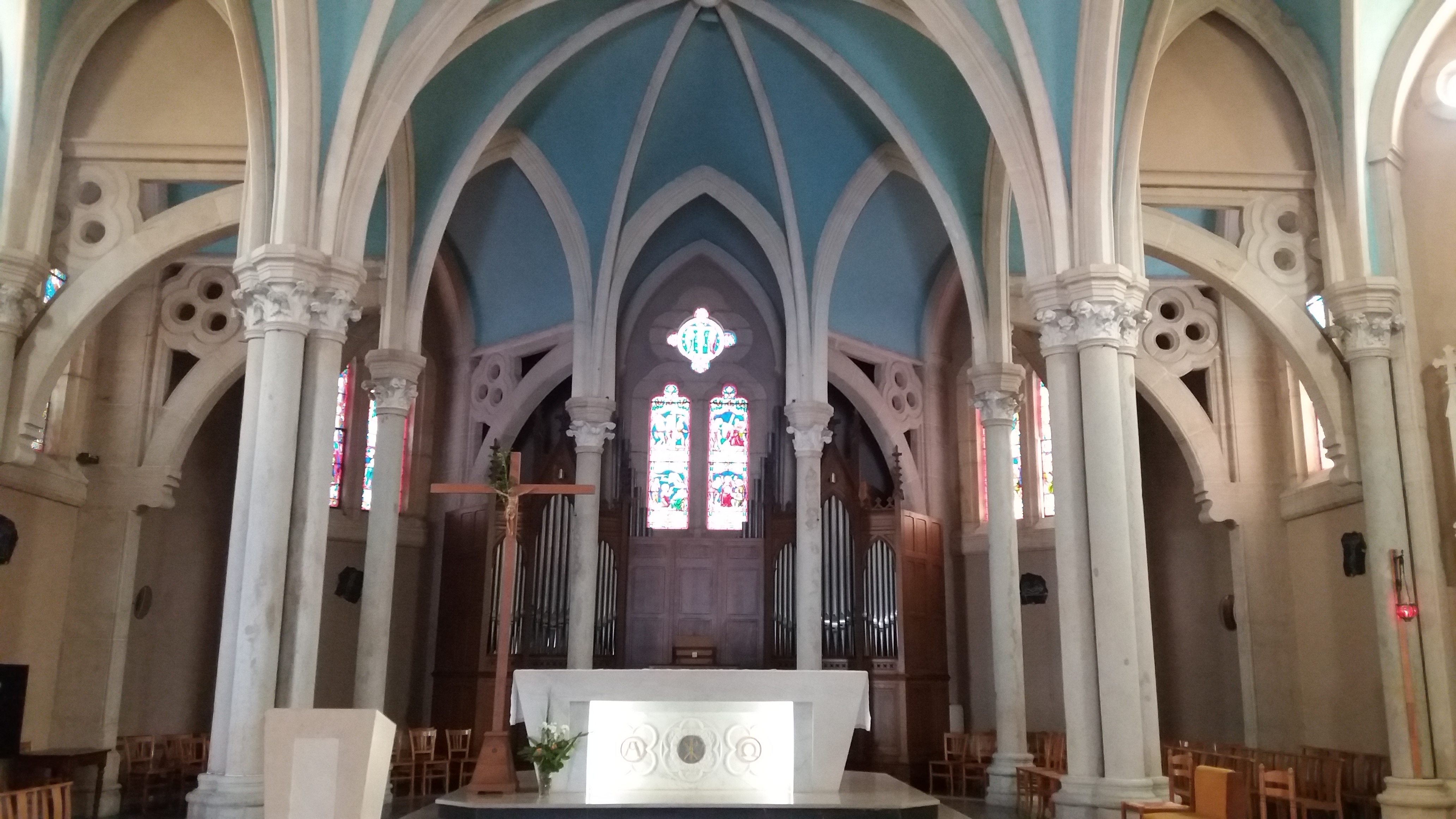
Chœur.

Inspirée du  style gothique, elle est composée de trois nefs, un chœur et une abside avec déambulatoire ; elle mesure 36 mètres de long, 18 mètres de large au transept et 10 mètres de haut au niveau de la voûte centrale. La flèche culmine à 34 mètres.
Les orgues viennent de la maison Merklin.
Dans le clocher, contrebuté de deux tourelles, se trouvent trois cloches dont le mécanisme est électrifié en 1955. Toutes trois fondues à Lyon, le plus grosse fait 600 kg, nommée Gabriella (1893), sonne sur un sol ; la seconde de 325 kg, Maria (1893), sonne sur un si ; la dernière de 170 kg, de nom inconnu (1874), sonne sur un ré,.
Les arcs-boutants sont à l'intérieur, comme pour l'église Saint-André.

### Vitraux

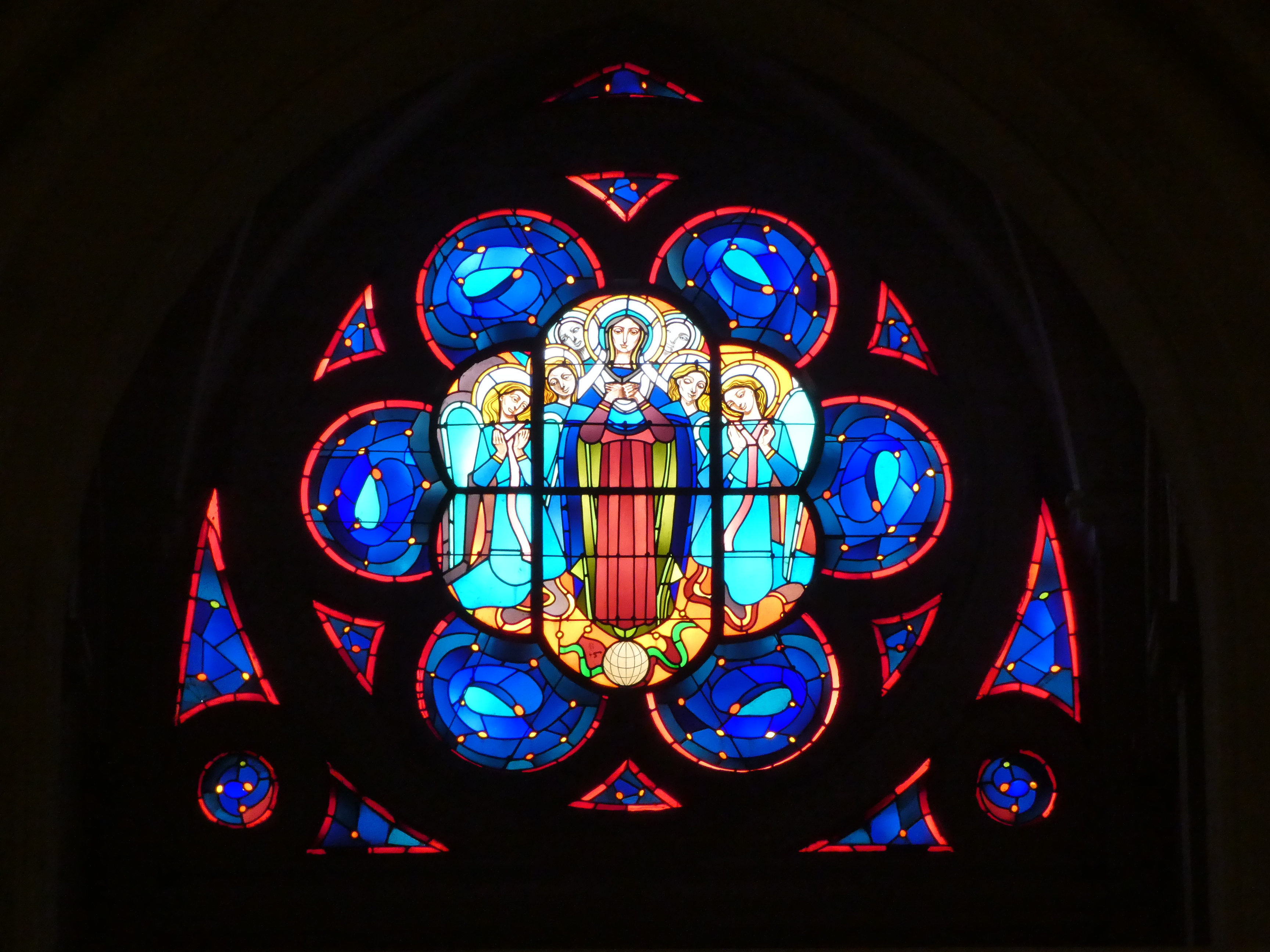
Rosace de la façade.

Les vitraux de l'abside ont été créés par Lucien Bégule en 1898 ; ils illustrent les mystères du rosaire.

Vitraux de Lucien Bégule
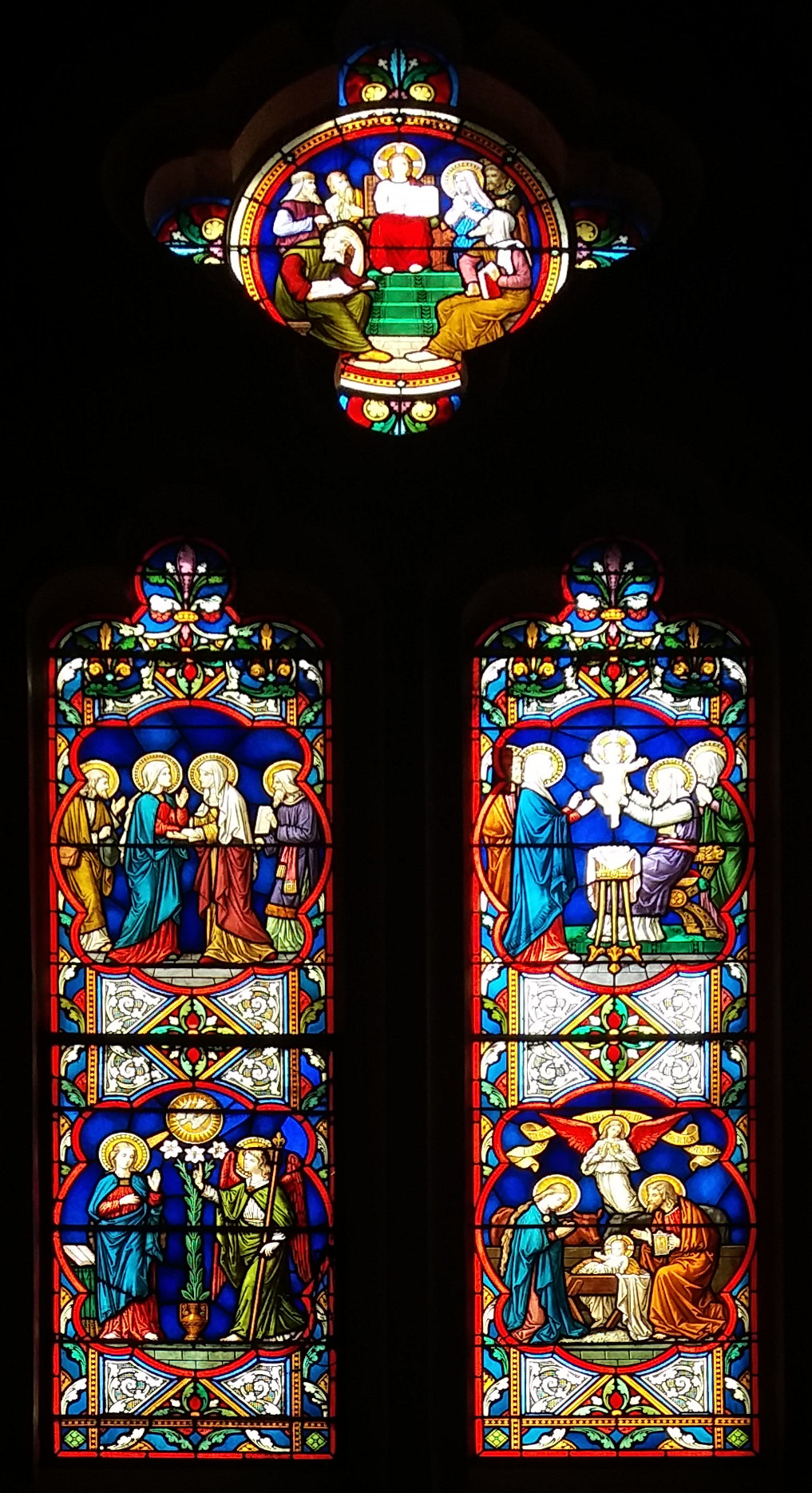
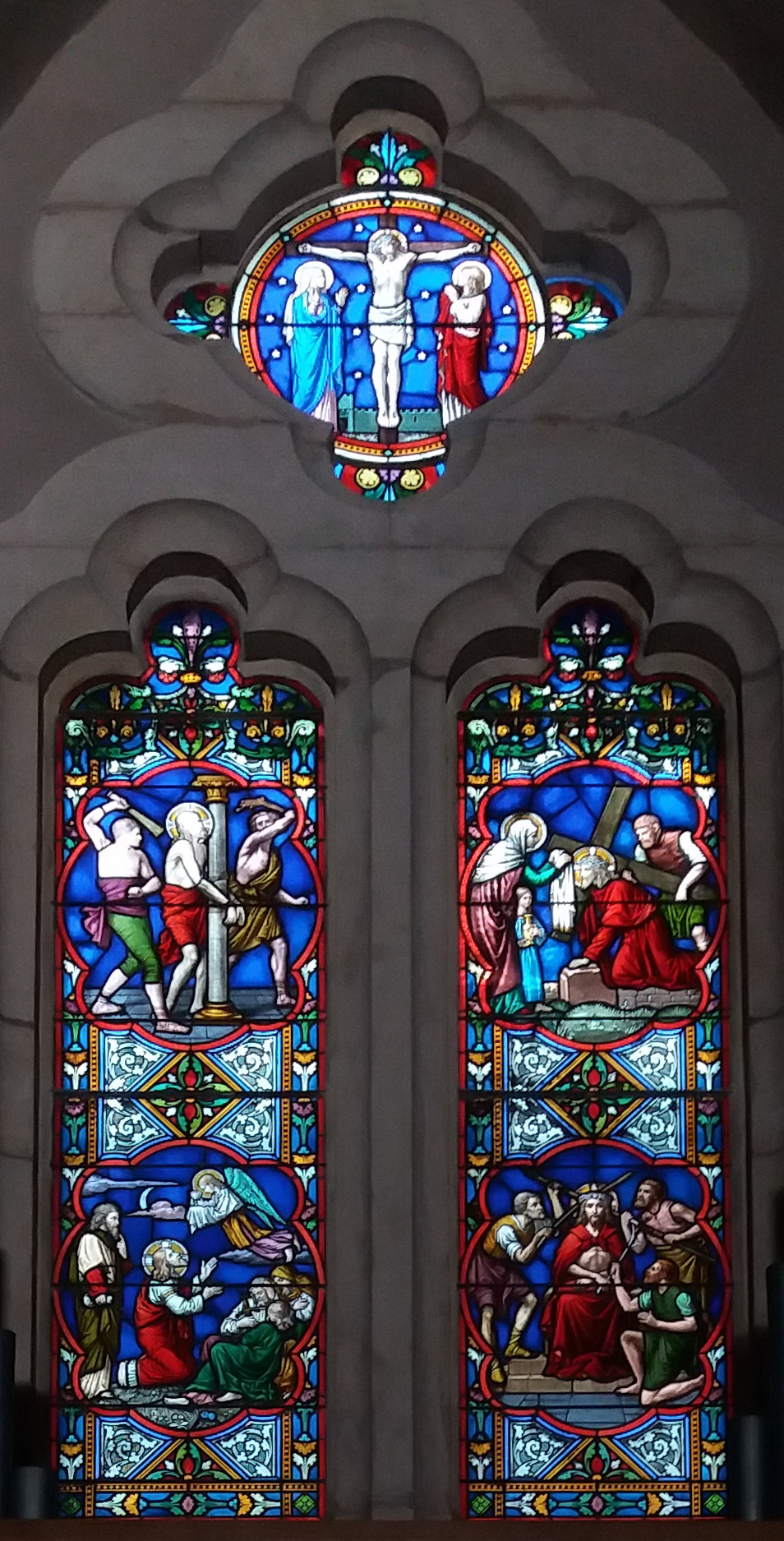
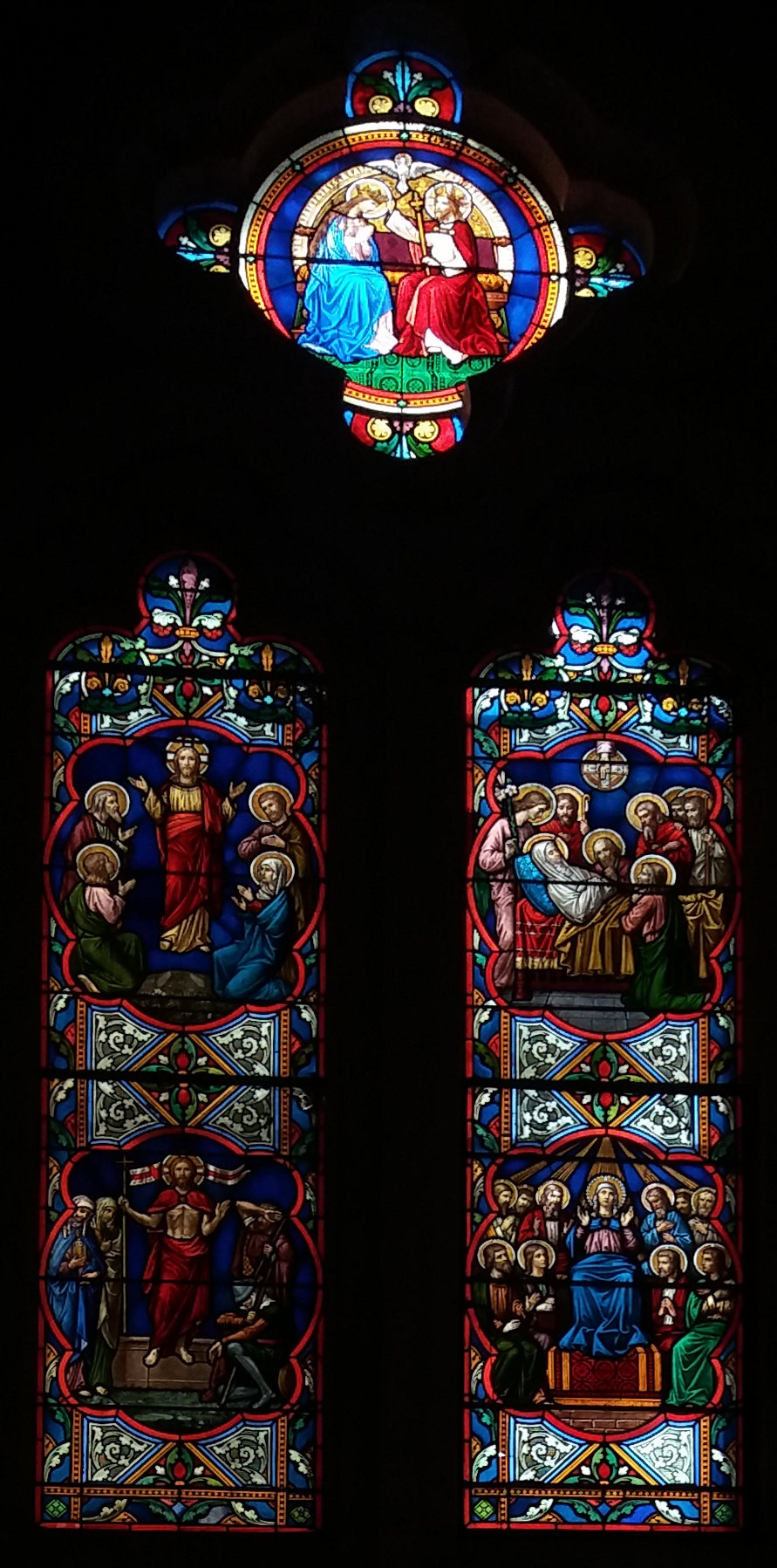

Les vitraux des petites nefs ont été réalisés par Nicod et Jubin. Ils représentent l'Ancien Testament et le Nouveau Testament. Dans les nefs latérales, en partant du chœur : à droite, « Adam et Eve chassés du paradis terrestres » (1902), « Le Sacrifice d'Abraham » (1901), « Le Prophète Elie nourri par un ange » (1902), « Baptême de N.S. » (1955), et à gauche, « Saint Pierre délivré par un ange » (1909), « L'Ange de la Résurrection avec les Saintes Femmes » (1901), « Les Anges servant N.S. au désert » (1902), et « L'Annonciation » (1914).

Vitraux de la nef à gauche (partant du portail)
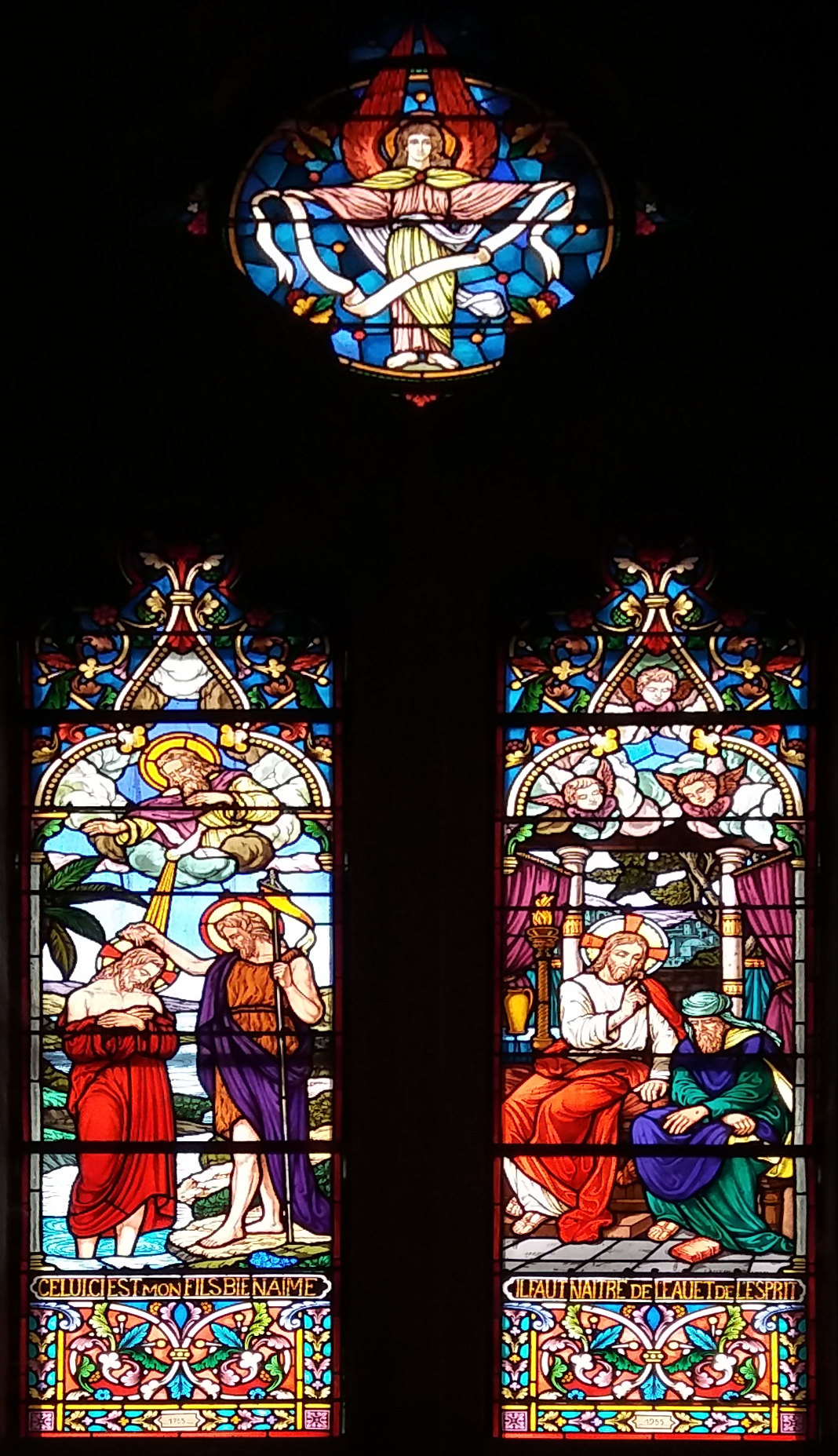
Baptême de N.S. (1955)
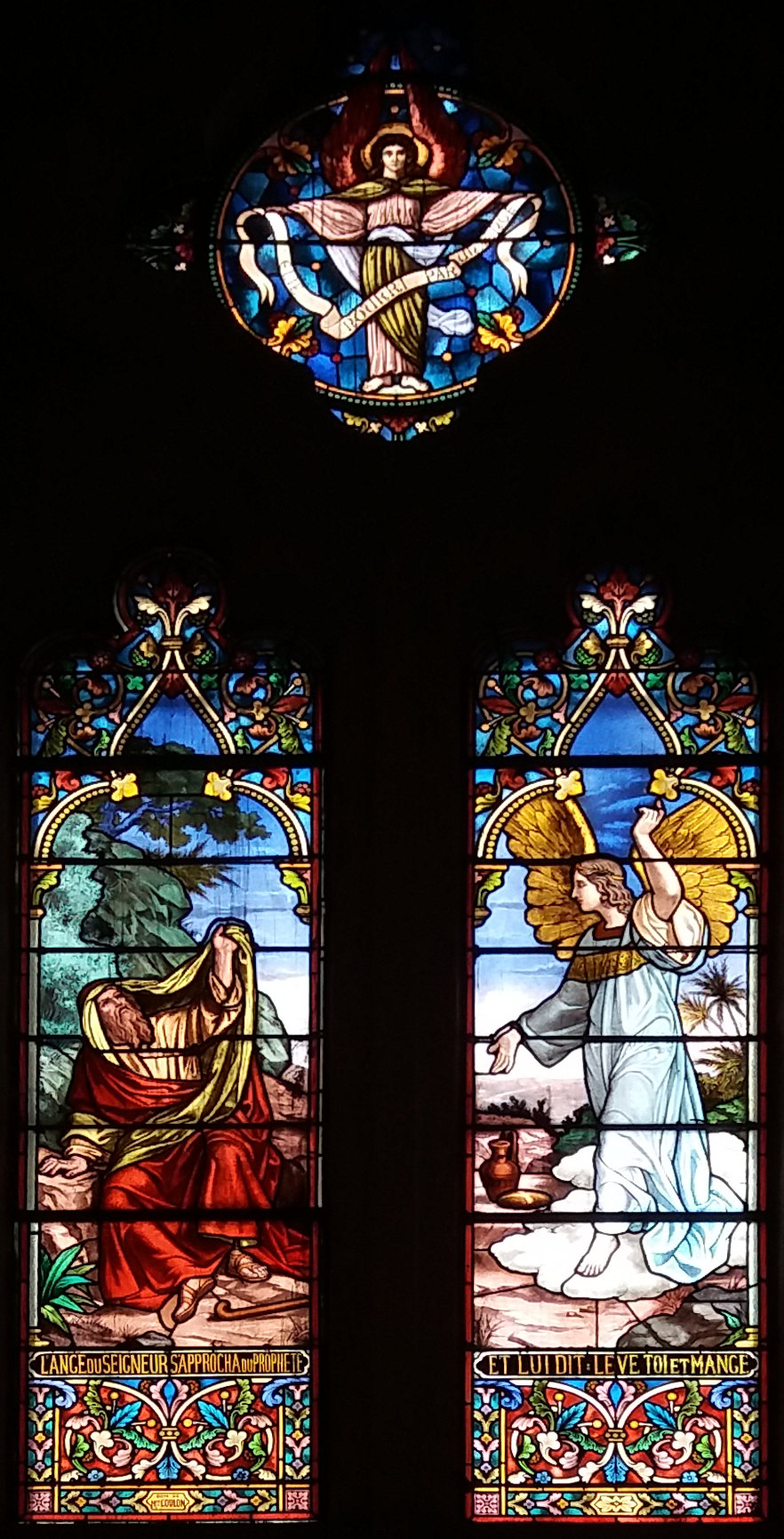
Le Prophète Elie nourri par un ange (1902)
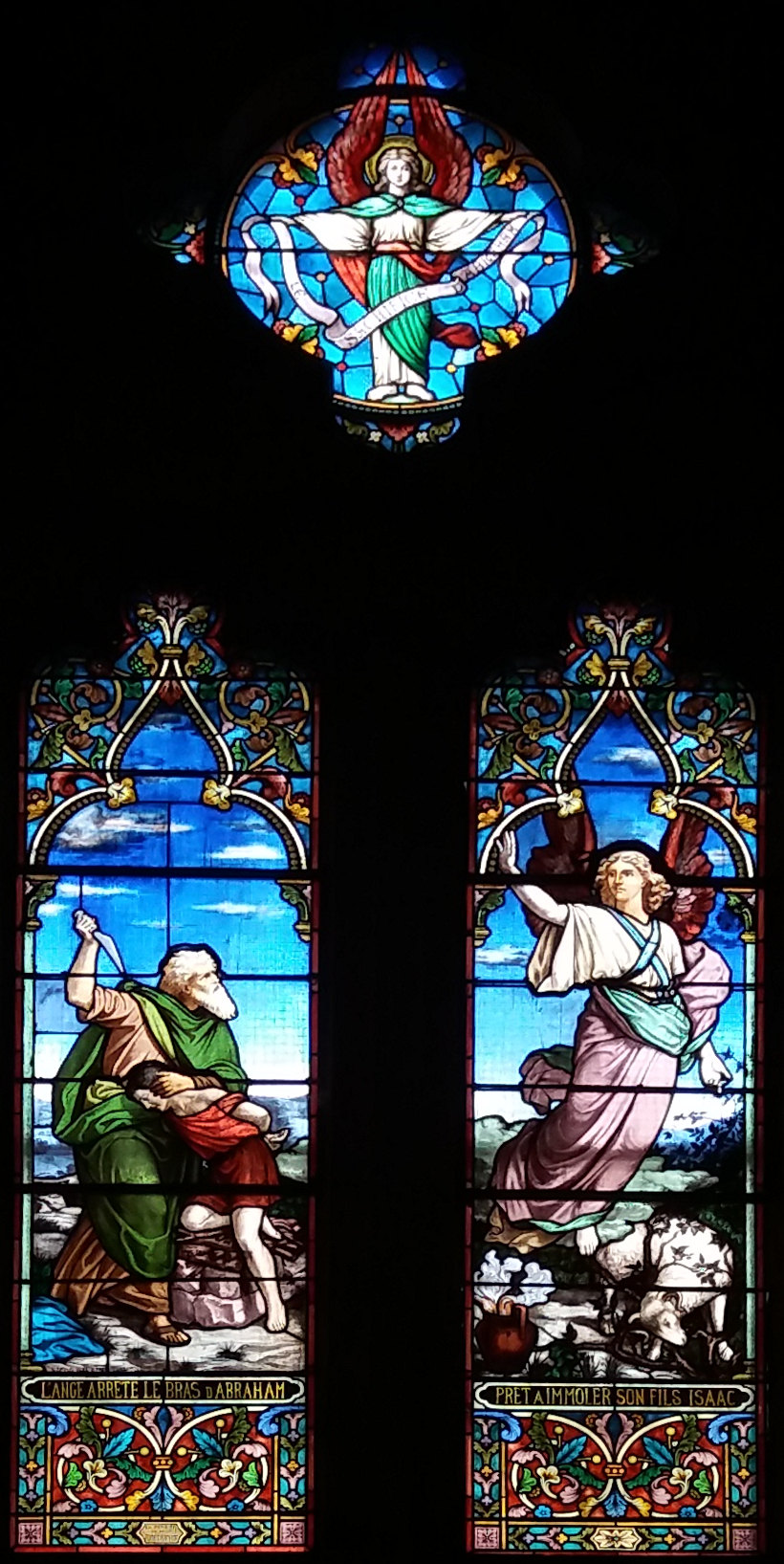
Le Sacrifice d'Abraham (1901)
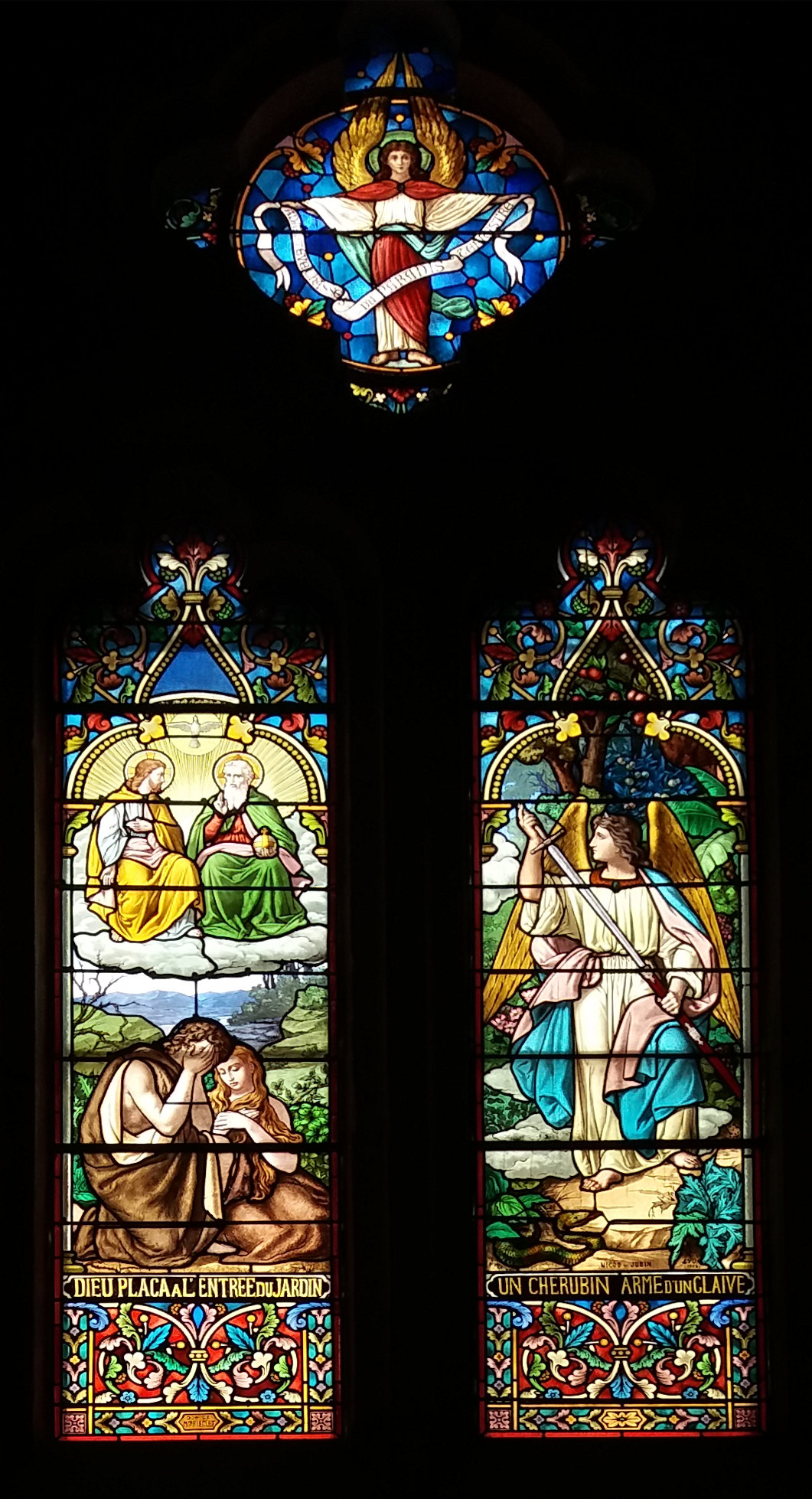
Adam et Eve chassés du paradis terrestres (1902)

Vitraux de la nef à droite (partant du chœur)
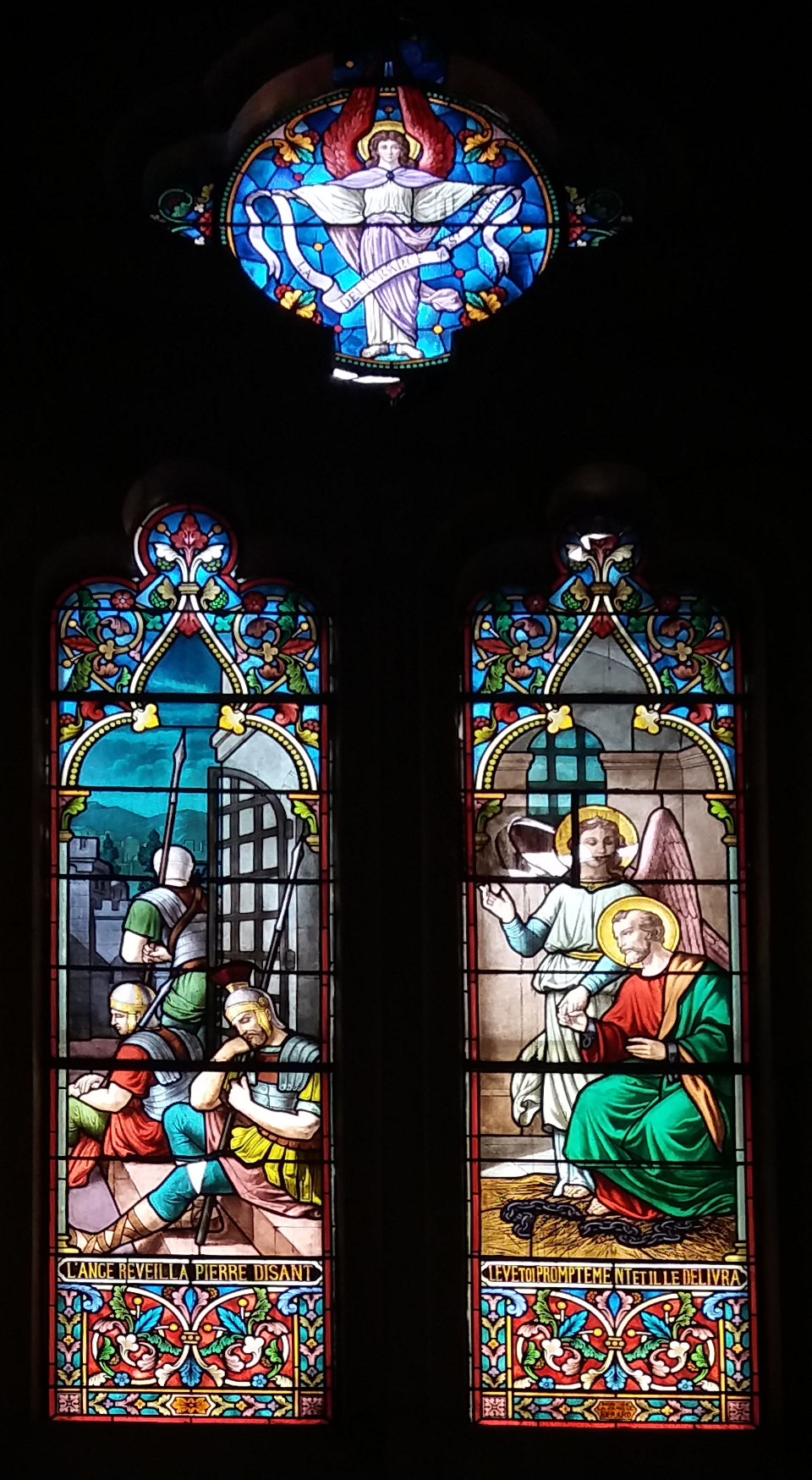
Saint Pierre délivré par un ange (1909)
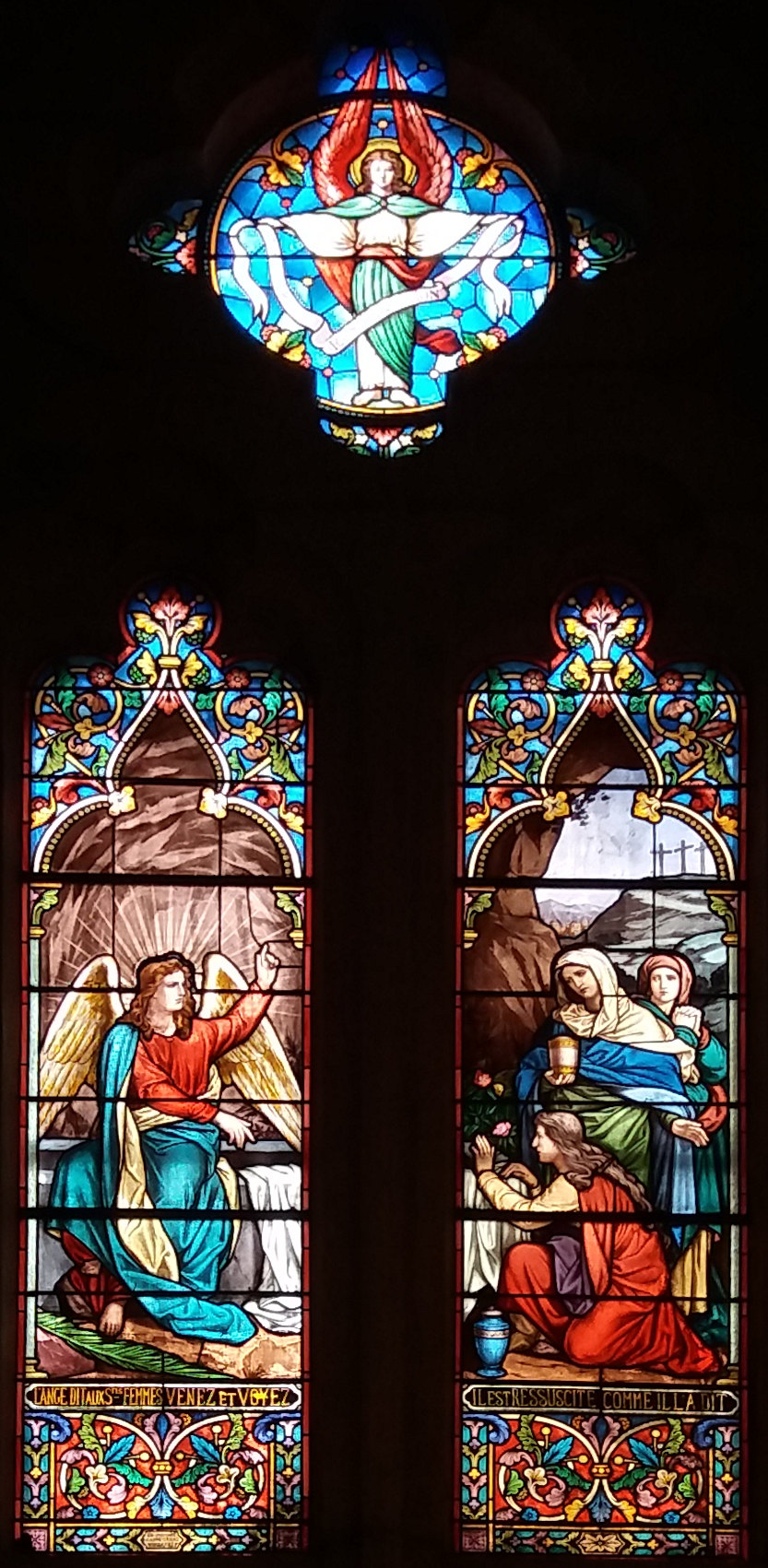
L'Ange de la Résurrection avec les Saintes Femmes (1901)
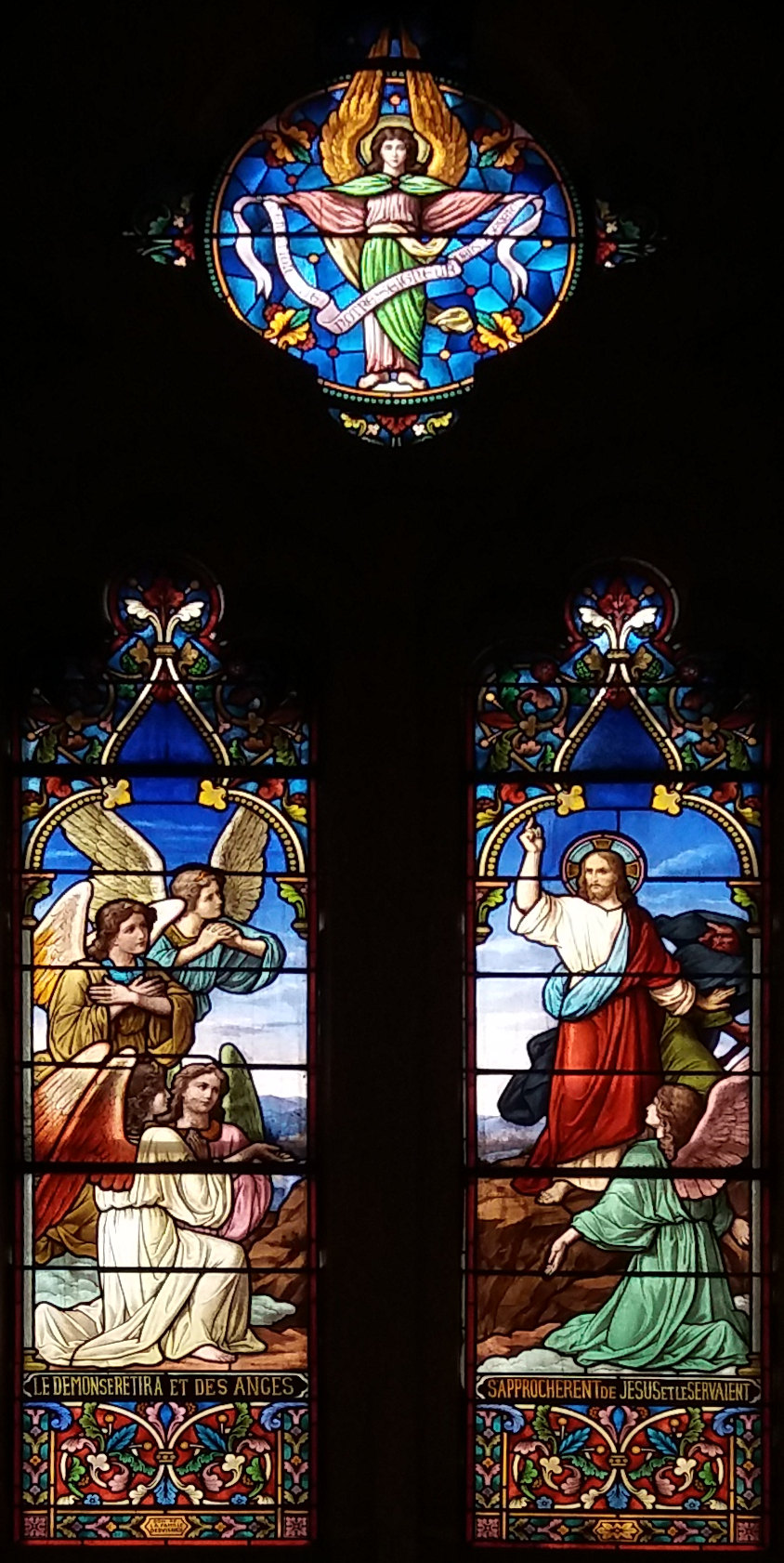
Les Anges servant N.S. au désert (1902)
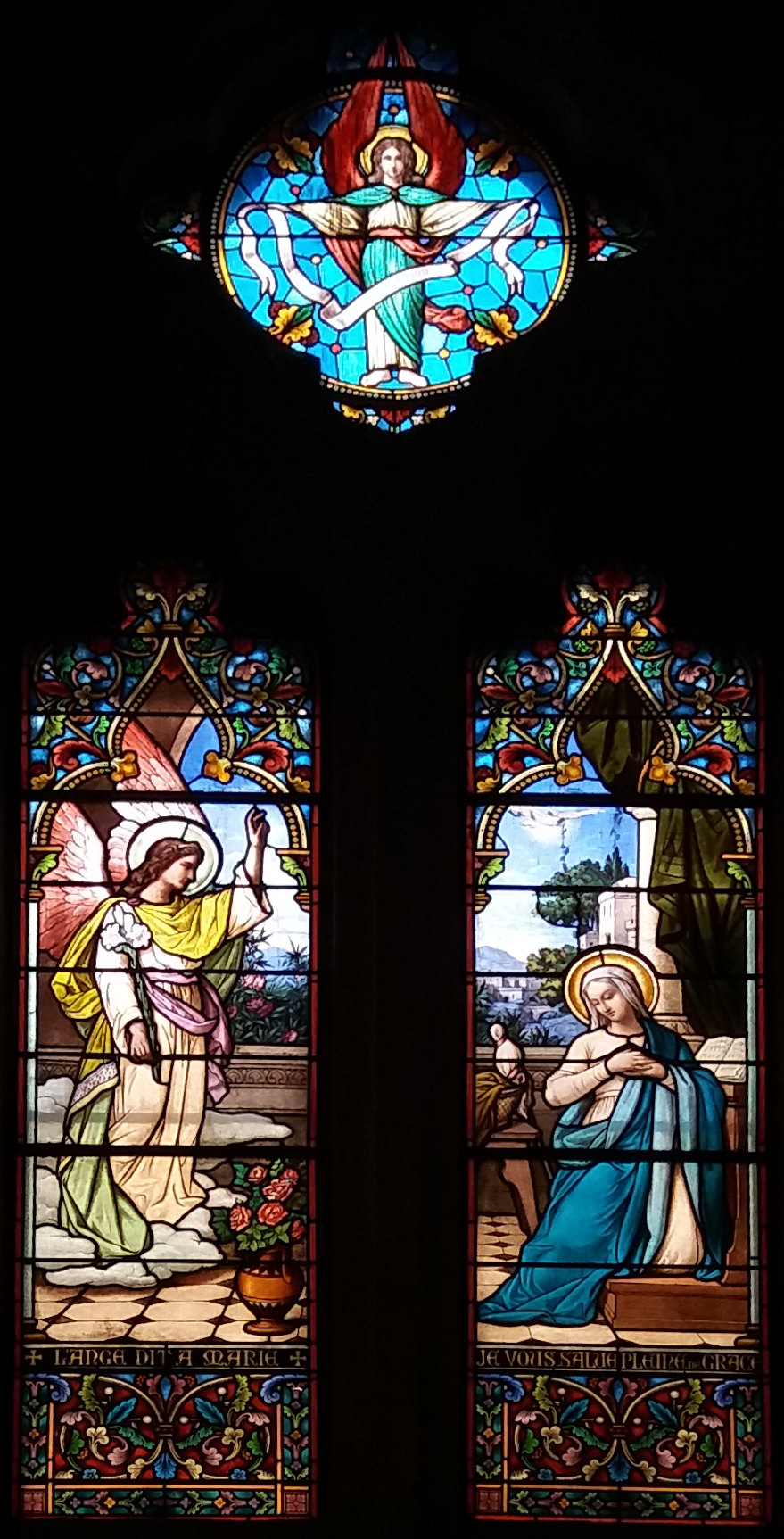
L'Annonciation (1914)